# Psychological Science
Psychological Science — ведущий журнал Ассоциации психологических наук (APS), ежемесячный рецензируемый научный журнал, публикуемый издательством SAGE Publications.

## Тематика
Psychological Science публикует исследовательские отчеты и короткие комментарии. Журнал публикует передовые исследовательские статьи, короткие отчеты и исследовательские отчеты, охватывающие весь спектр наук о психологии. Psychological Science — журнал в котором публикуются статьи, имеющие общую теоретическую значимость и широкий интерес в области психологии. Статьи включают темы из когнитивной, социальной, психологии развития и здоровья, а также поведенческой неврологии и биопсихологии. Журнал также публикует исследования, в которых используются новые методологии исследований и инновационные методы анализа. Его редактор — Д. Стивен Линдсей из Университета Виктории, Британская Колумбия, Канада.

## Характеристики издания
Журнал публикуется ежемесячно, но выходит и в Интернете, печатается с публикациями «сначала онлайн», которые еженедельно появляются на сайте журнала. В дополнение к большому количеству институциональных подписчиков по всему миру, 25 000 членов Ассоциации психологических наук получают журнал как члены ассоциации.

## Редакторы
- Эрик Эйч, Университет Британской Колумбии (2012—2015)
- Роберт V. Кайл, Университет Пердью(2007—2012)
- Джеймс Эрик Каттинь[англ.], Корнеллский университет(2003—2007)
- Сэм Глюксберг[англ.], Принстонский университет (1999—2003)
- Джон Ф. Кихлстром[англ.], Калифорнийский университет в Беркли
- Уильям Кей Эстес[англ.], Индианский университет